# Mycetophila fluctata
Mycetophila fluctata är en tvåvingeart som beskrevs av Becker 1908. Mycetophila fluctata ingår i släktet Mycetophila och familjen svampmyggor.
Artens utbredningsområde är Kanarieöarna. Inga underarter finns listade i Catalogue of Life.